# Кампеджине
Кампеджине (итал. Campegine) — коммуна в Италии, в провинции Реджо-нель-Эмилия области Эмилия-Романья.
Население составляет 4551 человек, плотность населения составляет 204,6 чел./км². Занимает площадь 22,24 км². Почтовый индекс — 42040. Телефонный код — 0522.
Покровителями коммуны почитаются святые апостолы Пётр и Павел, празднование 29 июня.

## Известные уроженцы и жители
- Братья Черви — семеро братьев-партизан, расстрелянных в годы Второй мировой войны.